# Бигарн, Франсуа
Франсуа Бигарн (фр. François Bigarne; 1769—1829) — французский военный деятель, полковник (1813 год), участник революционных и наполеоновских войн.

## Биография
24 июля 1789 года поступил на военную службу в 29-й легион национальной жандармерии. 28 ноября 1792 года стал бригадиром, 8 апреля 1793 года – вахмистром, 1 января 1794 года – аджюданом, 1 декабря 1794 года – квартирмейстером, 15 декабря 1795 года – лейтенантом, 20 августа 1797 года – капитаном.
20 сентября 1801 года определён в состав Батавской армии. 16 декабря 1806 года получил должность старшего адъютанта двора короля Луи Бонапарта. 16 февраля 1807 года произведён в командиры эскадрона, и был назначен начальником штаба капитан-генерала голландской Королевской гвардии. 25 августа 1808 года Франсуа уже полковник, а также командир полка жандармов. 6 октября 1809 года стал начальником штаба армии Голландского королевства.
После присоединения королевства к Франции возвратился 9 июля 1810 года на французскую службу. 23 декабря 1810 года возглавил маршевый полк в Испании. 25 ноября 1811 года стал майором, и заместителем командира 13-го драгунского полка.
28 июня 1813 года произведён в полковники, и назначен командиром 13-го кирасирского полка. В составе 2-й дивизии тяжёлой кавалерии участвовал в Саксонской кампании 1813 года. В ходе Французской кампании 1814 года отличился в операциях в окрестностях Лиона.
12 мая 1814 года декретом короля Луи 13-й полк был расформирован. 9 сентября 1814 года стал командиром 9-го кирасирского полка. Во время «Ста дней» присоединился к Императору и принимал участие в Бельгийской кампании, был ранен в сражении при Ватерлоо. С 16 января 1816 года оставался без служебного назначения. 19 июня 1816 года возглавил 17-й легион жандармерии в Бастии. Умер 30 марта 1829 года в Бастии.

## Награды
Легионер ордена Почётного легиона (12 марта 1814 года)
 Офицер ордена Почётного легиона (24 августа 1814 года)
 Командор ордена Почётного легиона (24 августа 1820 года)
 Кавалер военного ордена Святого Людовика (6 октября 1814 года)
 Кавалер голландского ордена Единства (16 февраля 1807 года)
 Кавалер ордена Воссоединения (7 марта 1812 года)